# Louis Mermaz
Louis Mermaz, né le 20 août 1931 à Paris 12e (Seine) et mort le 15 août 2024 à Limours (Essonne), est un homme d'État français.
Il est notamment député socialiste de l'Isère, président de l'Assemblée nationale, plusieurs fois ministre et sénateur de l’Isère.

## Biographie

### Jeunesse et études
Louis Mermaz est le fils de Louis de Chappedelaine, parlementaire des Côtes-du-Nord et ministre à plusieurs reprises sous la IIIe République. Fils illégitime, Louis Mermaz ne porte pas le nom de famille de son père biologique. Il ne révélera son ascendance qu'en 2013, dans ses mémoires. Il y confie avoir redouté, tout au long de sa carrière publique, d'être mis en difficulté par la révélation de cette origine tenue secrète. Il a un frère, Michel. 
Louis Mermaz prépare le concours de l'agrégation d'histoire à l'université de Paris et est admis au concours.
Il est marié à Annie Bernard d'Arbigny. Ils ont eu une fille, Laure Mermaz (née en 1967), et deux fils, Frédéric Mermaz (8 janvier 1971-14 avril 1991), mort d'un accident de surf à Cabourg à seulement 20 ans et Pierre Mermaz (13 juin 1965-27 août 2003), qui se suicida à l'âge de 38 ans.

### Parcours professoral
Une fois reçu à l'agrégation, Louis Mermaz enseigne pendant quinze ans. Il est d'abord affecté au lycée du Mans, puis au lycée Lakanal. Il est nommé à l'université de Clermont-Ferrand, où il enseigne au sein de la faculté de lettres. Il publie également deux livres durant cette période, l'un sur Madame de Maintenon et l'autre sur la dynastie des Hohenzollern.

### Parcours politique

#### Militantisme et premiers pas
Louis Mermaz milite dans les années 1950 à l'UDSR, où il est un des proches de François Mitterrand en occupant la fonction de secrétaire général adjoint dès 1957.
En 1956, 1958 et 1962, il est candidat malheureux aux élections législatives dans l'Orne.
En 1965, il dirige l’animation de la campagne présidentielle de François Mitterrand. Il milite pour une fédération de la gauche « capable d’engager le dialogue avec les communistes, sans le soutien desquels on ne peut faire une politique authentiquement socialiste ».
Il participe à la fondation de la Convention des institutions républicaines en 1965, dont il devient le secrétaire général l'année suivante. Il est élu député FGDS de l'Isère en 1967, battu en 1968, il retrouve son siège en 1973 et est constamment réélu jusqu'en 1993. En 1971, il devient membre de la direction nationale du Parti socialiste. Responsable des fédérations, il s’emploie à tisser des liens avec toutes les composantes de la gauche.
Le 10 mai 1981, le socialiste François Mitterrand est élu président de la République face au chef de l'État sortant, Valéry Giscard d'Estaing. Le 22 mai suivant, Louis Mermaz, qui rêvait d'être nommé ministre de l'Intérieur, entre au sein du premier gouvernement de Pierre Mauroy comme ministre de l'Équipement et des Transports. Un poste qu'il n'occupe qu'un seul mois, puisqu'il n'est pas reconduit dans le deuxième gouvernement de Mauroy après la victoire de la gauche aux élections législatives.

#### Président de l'Assemblée nationale
En retrait du gouvernement, Louis Mermaz est cependant invité à présenter sa candidature à la présidence de l'Assemblée nationale. Le président Mitterrand lui-même l'y encourage car, la gauche étant majoritaire, son candidat sera forcément désigné face à celui de l'opposition de droite.
Le 2 juillet 1981, Louis Mermaz est élu président de l'Assemblée nationale par 295 voix, contre 149 pour Jean-Paul de Rocca Serra. Dans son premier discours, le nouveau président des députés loue « le tournant décisif » qu'a constitué la victoire de Mitterrand à l'élection présidentielle du mois précédent, ajoutant que la victoire des socialistes et de leurs alliés démontre « un mouvement en profondeur de la société française ». Il critique également l'opposition de droite et son « conservatisme social » dont la gauche hérite depuis sa victoire aux élections. Ce discours, applaudi par les socialistes, sera néanmoins sèchement accueilli par la droite, qui dénonce la partialité du nouveau président de l'Assemblée, bien que Mermaz se défendra plus tard d'avoir voulu provoquer quiconque.
Quatrième personnage de l'État, premier socialiste élu au « perchoir » de l'Assemblée nationale, Louis Mermaz devient l'un des cadres éminents du Parti socialiste durant la VIIe législature.
Lors du congrès de Valence, en 1981, il appelle le « socialisme à la française » à ne pas « se contenter d’un replâtrage du capitalisme » et à « changer le système des valeurs » en mettant l’accent sur la justice sociale et la solidarité.

#### Après le perchoir
Après la réélection de François Mitterrand et la victoire de la gauche en 1988, il retrouve de nouveau le titre de ministre des Transports du 12 mai au 23 juin 1988 dans le premier gouvernement de Michel Rocard. Il est ensuite président du groupe socialiste de l'Assemblée nationale de 1988 à 1990.
Il est ministre de l'Agriculture et de la Forêt dans les gouvernements Rocard II, Cresson et Bérégovoy du 3 octobre 1990 au 2 octobre 1992, puis ministre des Relations avec le Parlement, porte-parole du gouvernement, jusqu’au 29 mars 1993. Il n'est pas réélu à l'Assemblée nationale en 1993. Il siège à nouveau au palais Bourbon de 1997 à 2001, puis il est élu au Sénat le 23 septembre 2001. Au Sénat, il est membre de la commission des Affaires étrangères, de la Défense et des Forces armées.
Louis Mermaz a été conseiller régional de Rhône-Alpes, président du conseil général de l'Isère jusqu'en 1985 et maire de Vienne à partir de 1971.
Il se montre critique envers le tournant libéral du PS mais soutient néanmoins les candidatures à l’élection présidentielle de Ségolène Royal en 2007 et de François Hollande en 2012.

### Mort et obsèques
Louis Mermaz meurt le 15 août 2024, quelques jours seulement avant son quatre-vingt-treizième anniversaire.

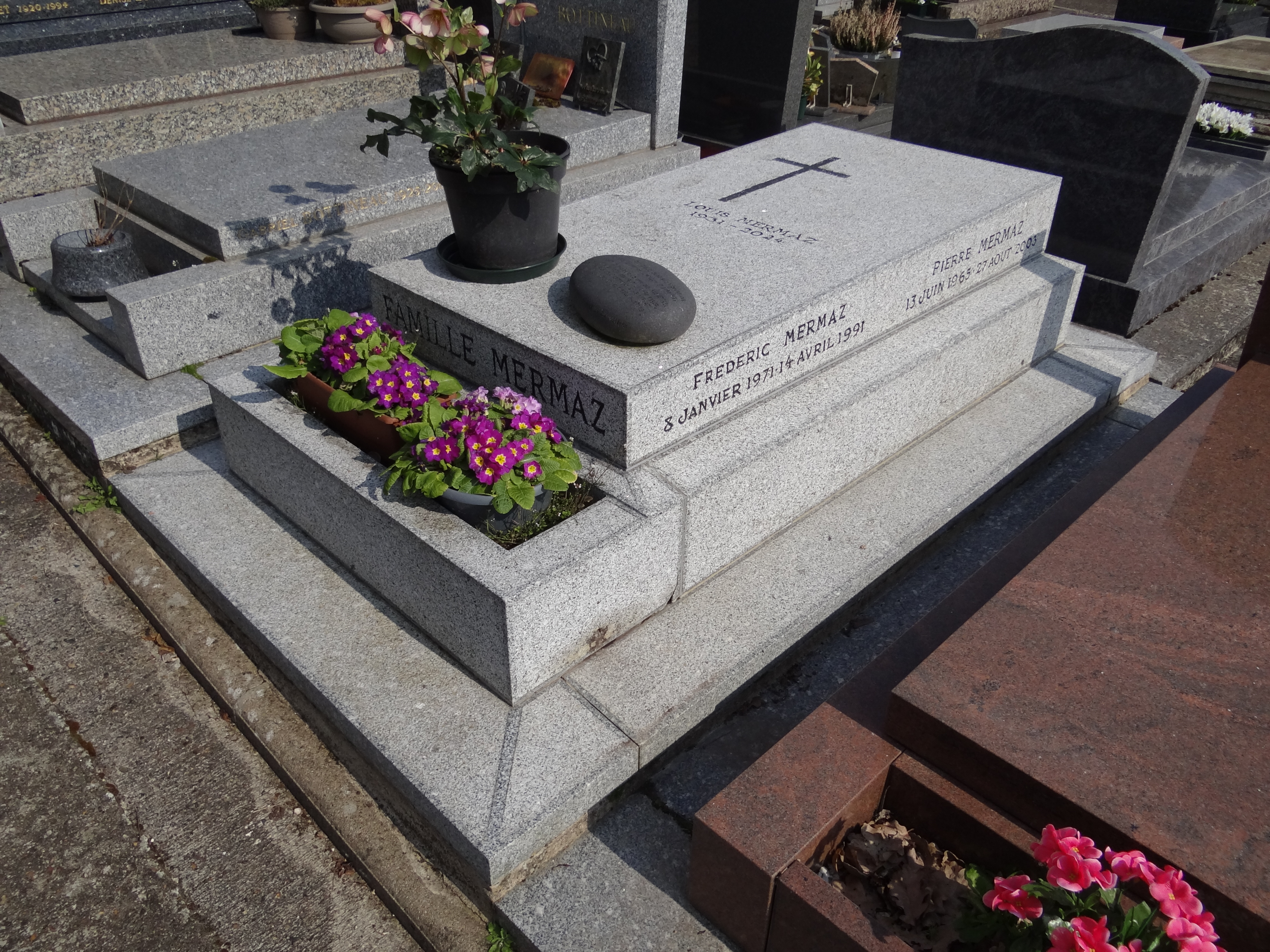
La tombe de Louis Mermaz au cimetière de Limours (Essonne).

Après une cérémonie religieuse en l'église Saint-Pierre de Limours, Louis Mermaz est ensuite inhumé dans la plus stricte intimité auprès de ses deux fils dans le cimetière de la ville où il avait élu domicile.

## Détail des mandats et fonctions

### Mandat de sénateur
- Sénateur de l'Isère  de 2001 à 2011

### Mandats à l'Assemblée nationale
- Député FGDS puis PS de l'Isère en 1967, battu en 1968, il retrouve son siège de 1973 à 1993 et de 1997 à 2001.
- Président de l'Assemblée nationale, de 1981 à 1986.
- Président du groupe socialiste de l'Assemblée nationale de 1988 à 1990.

### Mandats locaux
- Maire de Vienne de 1971 à 2001.
- Conseiller général de l'Isère.
- Président du conseil général de l'Isère de 1976 à 1985.
- Conseiller régional de Rhône-Alpes.

### Fonctions gouvernementales
- Ministre de l’Équipement et des Transports du 22 mai au 22 juin 1981 (Gouvernement Mauroy I)
- Ministre des Transports du 12 mai au 22 juin 1988 (Gouvernement Rocard I)
- Ministre de l'Agriculture et de la Forêt du 3 octobre 1990 au 2 octobre 1992 (Gouvernement Rocard II, Gouvernement Cresson, Gouvernement Bérégovoy)
- Ministre des Relations avec le Parlement, porte-parole du Gouvernement du 2 octobre 1992 au 29 mars 1993 (Gouvernement Bérégovoy)

## Inauguration
En sa qualité de président de l'Assemblée nationale et de président du conseil général de l'Isère, il inaugure, le 13 juillet 1984, le musée de la Révolution française.

## Décorations
- Officier de la Légion d'honneur[8]
- Commandeur de l'ordre du Mérite agricole ex officio en tant que ministre de l'Agriculture, président du conseil de l'ordre (1990)[9]

## Ouvrages
- Madame de Maintenon ou l'amour devot, Rencontre, 1965.
- L’Autre Volonté, Robert Laffont, 1984.
- Les Geôles de la République, Paris, Stock, 2001.
- Il faut que je vous dise. Mémoires, Paris, Odile Jacob, 2013.